# Big Gucci Sosa
Big Gucci Sosa — спільний мікстейп американських реперів Chief Keef та Gucci Mane, виданий 30 жовтня 2014 р., за день до Геловіну. Наступного дня вийшов Back from the Dead 2, сольний мікстейп Кіфа, куди потрапила пісня «Papers». Містить треки з попередніх релізів Gucci Mane. На обкладинці присутні Chief Keef у вигляді Джейсона Вургіза та Gucci Mane у вигляді Фредді Крюґера.
Отримав золотий статус на сайті DatPiff. 2015 року тодішній звукорежисер Gucci Mane, Шон Пейн, заявив про роботу над Big Gucci Sosa 2. У 2016 році Chief Keef назвав інтерв'ю із собою, в якому він нібито обговорював сиквел, фейком.

## Список пісень
| #   | Назва                 | Продюсер(и)          | Тривалість |
| --- | --------------------- | -------------------- | ---------- |
| 1.  | «Semi on Em»          |                      | 2:51       |
| 2.  | «Banger»              | Drumma Boy           | 3:16       |
| 3.  | «Turn Up»             | Purps                | 3:54       |
| 4.  | «Don't Loose No Load» | Mike WiLL Made-It    | 3:59       |
| 5.  | «First Day of School» | Purps, Metro Boomin  | 2:46       |
| 6.  | «Paper»               | Purps                | 3:27       |
| 7.  | «Baby Daddy Broke»    | 808 Mafia            | 3:56       |
| 8.  | «Sumn Sumn»           | Zaytoven             | 3:19       |
| 9.  | «Start Pimpin»        | Honorable C.N.O.T.E. | 2:58       |
| 10. | «Darker»              | TM88, Southside      | 4:36       |
| 11. | «Top in the Trash»    | Mike WiLL Made-It    | 3:50       |
| 12. | «So Much Money»       | DJ Spinz, Dun Deal   | 6:01       |